# Курахівське водосховище

Курахівське водосховище в районі м. Курахове.

Кура́хівське водосхо́вище — водосховище на річці Вовчій (басейн річок Самари, Дніпро) в Покровському районі Донецької області. На березі водосховища розташоване місто Курахове.

## Історія
Курахівське водосховище було створено з метою охолодження Курахівської ТЕС, будівництво якої було розпочато влітку 1934 р. Перший енергоблок було запущено в експлуатацію 6 липня 1941 р.
Водосховище розташоване на річці Вовчій, яка є лівою притокою річки Самара. 
Площа водного дзеркала водосховища становить — 15,32 км², довжина — 40 км. Повний об'єм водосховища становить — 62,5 млн м³, корисний — 17,9 млн м³.

### Російсько-українська війна
В ході російської агресії проти України дамба Курахівської ТЕС постійно перебувала в зоні обстрілів.
11 листопада 2024 року, у Донецькій ОВА підтвердили пошкодження росіянами греблі Курахівського водосховища в селі Старі Терни. Начальник Донецької ОВА повідомив, що станом на 16:00 рівень води у річці Вовчій в межах Великоновосілківської громади піднявся на 1,2 м. Однак підтоплень житла зафіксовано не було.
12 листопада 2024 року, станом на 16:00, згідно повідомлення Донецької ОВА, з Курахівського водосховища вилилося 15 млн м³ води.
13 листопада 2024 року, згідно повідомлення Донецької ОВА, з Курахівського водосховища вилилося 20 млн м³ води (1/3 частина загального об'єму водосховища).